# Albina Kelmendi
Albina Kelmendi (Peja, 1998. május 25. – ) koszovói énekesnő. Ő képviselte Albániát a 2023-as Eurovíziós Dalfesztiválon, Liverpoolban, ahol a családjával együtt a huszonkettedik helyen végeztek.

## Pályafutása
Kelmendi szülővárosa zeneiskolájában tanult klarinétot és zongorát.

## Diszkográfia

### Stúdióalbum
- 2022 – Nana loke

### Kislemezek
- 2015 – Ëndrrën mos ma merr
- 2016 – Hera e parë
- 2018 – Denim (con Sinan Vllasaliu)
- 2019 – Potpuri 2020 (con Taulant Bajraliu)
- 2020 – Shko
- 2020 – Hajredin Pasha
- 2020 – Një takim (con Taulant Bajraliu)
- 2020 – Ishim
- 2020 – Mos me lini vet
- 2020 – Ta fali zemra
- 2020 – Vjet e mija po kalojn
- 2020 – Hallakam (con Labinot Tahiri)
- 2020 – Ç'ka don tash prej meje (con Ymer Bajrami)
- 2021 – Mirazh
- 2021 – Kur ta ktheva Kosovë shpinën
- 2021 – Vullkan
- 2021 – Zot mos e bo
- 2021 – E kom prej teje
- 2021 – Pa mu
- 2021 – Çike e bukur
- 2021 – Moj e mira te pojata
- 2022 – Jakup ferri
- 2022 – Jetoj me shpresë
- 2022 – Nane moj kom gabu
- 2022 – Syte e tu

## Fordítás
- Ez a szócikk részben vagy egészben  az   Albina Kelmendi című olasz Wikipédia-szócikk fordításán alapul.  Az eredeti cikk szerkesztőit annak laptörténete sorolja fel. Ez a jelzés csupán a megfogalmazás eredetét és a szerzői jogokat jelzi, nem szolgál a cikkben szereplő információk forrásmegjelöléseként.